# 오세종 (축구인)
오세종(吳世宗, 1976년 3월 9일 ~ )은 대한민국의 전 축구 선수이며 현재 대전 시티즌의 유소년 산하 학교인 충남기계공업고등학교의 감독이다.